# Kanton Saint-Trivier-sur-Moignans
Saint-Trivier-sur-Moignans is een voormalig kanton van het Franse departement Ain. Het kanton maakte deel uit van het arrondissement Bourg-en-Bresse. Het werd opgeheven bij decreet van 13 februari 2014, met uitwerking op 22 maart 2015. Alle gemeenten werden toegevoegd aan het kanton Villars-les-Dombes.

## Gemeenten
Het kanton Saint-Trivier-sur-Moignans omvatte de volgende gemeenten:
- Ambérieux-en-Dombes
- Baneins
- Chaleins
- Chaneins
- Fareins
- Francheleins
- Lurcy
- Messimy-sur-Saône
- Relevant
- Sainte-Olive
- Saint-Trivier-sur-Moignans (hoofdplaats)
- Savigneux
- Villeneuve